# Woohoo (canção)
"Woohoo" é uma canção da cantora norte-americana Christina Aguilera, gravada para o seu sexto álbum de estúdio Bionic. Conta com a participação da rapper Nicki Minaj, sendo composta pela própria Aguilera, Jamal Jones, Claude Kelly, Ester Dean, Onika Maraj (Nicki Minaj) e produzida por Polow da Don. A sua gravação decorreu em 2010 nos estúdios No Excuses em Los Angeles e The Red Lips Room em Beverly Hills, ambos na Califórnia. Deriva de origens estilísticas de electro-R&B e hip-hop, que infunde som electrónico com uma mistura de sintetizadores. A sua sonoridade, que inclui demonstrações da obra de 1972 "Add már uram az esőt" por Kati Kovács, é composta através dos fortes vocais e junta ainda acordes de guitarra e piano. Ao nível da letra, o tema retrata a actividade do sexo oral, mais especificamente, a prática de cunilíngua. O seu conteúdo explícito foi criticado, o que acabou por afectar o desempenho da música, segundo Kelly.
A canção foi enviada para as áreas radiofónicas rhythmic através da RCA Records no dia 25 de Maio de 2010, sendo disponibilizada na iTunes Store da Bélgica, Brasil e Portugal três dias depois para servir como segundo single do seu sexto disco de originais. A recepção por parte da crítica em relação à música foi mista, em que alguns elogiaram a aparência de Minaj e os vocais de Aguilera. Contudo, a maioria notou semelhanças com "Milkshake", da cantora Kelis. Outro dos pontos negativos que os média apontaram foi a natureza sexual. Comercialmente, após o seu lançamento, a faixa entrou apenas nas tabelas musicais do Canadá, Estados Unidos e Reino Unido.
Originalmente, o tema foi disponibilizado a 18 de Maio de 2010 para descarga digital para servir como single promocional, mas a editora discográfica de Aguilera decidiu enviar a música para as rádios. O estilista Stevie Boi chegou a afirmar no Twitter que estaria a preparar algo "maluco" para o vídeo musical da faixa, contudo nunca foi revelado nenhum trabalho final. Na edição de 2010 da cerimónia de entrega de prémios MTV Movie Awards, Christina apresentou-se em palco para interpretar a faixa, em conjunto com "Bionic" e "Not Myself Tonight".

## Antecedentes e divulgação
A cantora revelou o título do disco e o nome de três canções em Fevereiro de 2010, na edição da revista Marie Claire. "Glam", produzida por Tricky Stewart, foi planeada para ser o single de avanço, sendo descrita como uma versão "hip-hop da canção "Vogue" de Madonna. No entanto, em Março do mesmo ano, Aguilera deu outra entrevista sobre mais detalhes do álbum de originais, e revelou que "Not Myself Tonight" seria a primeira faixa de trabalho: "Estou tão ansiosa para que os meus fãs ouçam o novo som. É algo que penso que não estarão à espera de ouvir". No dia 8 de Maio de 2010, a artista deixou uma mensagem no sítio oficial a confirmar a finalização do processo de gravação do disco e revelou outro dos trabalhos constituintes, "Woohoo". "Estou realmente empolgada e orgulhosa da música e quis dar-vos uma pequena previsão do que está para vir...", afirmou Christina.
Originalmente, o tema foi disponibilizado a 18 de Maio de 2010 nos Estados Unidos para descarga digital para servir como single promocional, mas a editora discográfica de Aguilera decidiu enviar a música para as rádios. A canção acabou por ser enviada para as áreas radiofónicas rhythmic através da RCA Records no dia 25 desse mesmo mês, sendo disponibilizada na iTunes Store da Bélgica, Brasil e Portugal dois dias depois para servir como segundo single do seu sexto disco de originais. Para a sua divulgação, Aguilera cantou uma parte da melodia, em conjunto com "Bionic" e "Not Myself Tonight", durante a cerimónia anual de 2010 dos MTV Movie Awards. Durante a actuação da obra, a última do alinhamento, Christina e os seus bailarinos retiraram as capas de couro que vestiam e revelaram corações pintados a vermelho nas suas virilhas, terminando com um objecto de LED em forma de coração brilhante. Mais tarde, James Montgomery da MTV News referiu-se à faixa como um "número de dança seriamente sexy". Montgomery descreveu o final do espectáculo, afirmando o seguinte: "Para não ficar atrás, Aguilera acabou por ficar no centro do palco, com câmara a amplificar a sua cintura, que demonstrava um coração a bater por ele próprio".
Maior parte dos analistas não ficaram impressionados com o conjunto interpretado. Tamar Anitai, editor do blogue MTV Buzzworthy, resumiu a performance dizendo que "foi tudo sobre os seus vocais "Eu-Eu-sou-ainda-uma-diva", que tornaram o palco frenético, e apenas para adultos com diversas insinuações... E depois isto aconteceu". Anitai comentou também de uma forma sarcástica que "isto é tão Christina Aguilera, a forma de ela dizer que te ama! E que a diva diminutiva ainda tem sentido de humor... É como uma piscadela ao saber que garante que quando não está a trocar fraldas e fazer coisas de mãe, Mamaguilera está numa festa dançante e sexy". A analista concluiu que "definitivamente a artista não era a mesma da que na altura esteve no Disney Channel". O single acabou por nunca possuir vídeo musical, porém, o estilista Stevie Boi chegou a afirmar no Twitter que estaria a preparar algo "maluco" para o vídeo musical da faixa, contudo nunca foi revelado nenhum trabalho final.

## Estilo musical e letra
"Woohoo" é uma canção de tempo moderado que incorpora elementos de estilo electro-R&B e hip-hop, com traços de dancehall e reggae, produzida pelo norte-americano Polow da Don. A sua gravação decorreu em 2010, nos estúdios No Excuses em Los Angeles e The Red Lips Room em Beverly Hills, ambos na Califórnia. A sua composição foi construída com acordes de guitarra, vocais fortes e piano. A produção vocal adicional ficou a cargo de Claude Kelly, a gravação dos vocais por Oscar Ramirez, Matt Benefield como assistente de engenharia e o processo de mistura por Jayen Joshua, com assistência de Giancarlo Lino. A nível sonoro, contém demonstrações da canção húngara "Add már uram az esőt", interpretada originalmente pela cantora Kati Kovács em 1972. O seu refrão foi descrito como "de gritos" e "cantante", em que Rob Harvilla do jornal The Village Voice notou semelhanças sonoras com "Milkshake" de Kelis e "Lip Gloss" de Lil Mama.
A letra foi escrita por Aguilera, Kelly, Ester Dean, Jamal Jones e Onika Maraj. De acordo com a partitura publicada pela Hal Leonard Corporation, a música é definida no tempo de assinatura moderado e composta na chave de lá menor com o alcance vocal que vai desde da nota baixa de sol, para a nota de alta de dó. Liricamente, o tema retrata a actividade do sexo oral, mais especificamente, a prática cunilíngua. O seu conteúdo explícito foi criticado, o que acabou por afectar o desempenho da música, segundo Kelly, um dos compositores da canção. Através da rede social Tumblr, o também produtor afirmou que "criticaram tanto a Aguilera naquela época que ela [a música] não recebeu o amor que merecia". Claude afirmou que se a colaboração fosse com Christina, teria recebido mais atenção. "É uma música pervertida, exactamente o que toca na rádio neste momento. Acho que é isso que acontece quando me colocam com a Ester e a Christina numa sala. Muitas piadas sujas, risadas e cantoria. Não ligo para o que os críticos dizem. Há músicas boas sim no 'Bionic' e esta é uma delas", concluiu o profissional.

## Recepção pela crítica
As críticas após o lançamento da faixa foram mistas, em que maior parte dos analistas prezaram os vocais de Aguilera e a presença de Minaj. Contudo, não ficaram impressionados com a natureza sexual da letra. Alexis Petridis do jornal The Guardian afirmou que "se vamos fazer uma música de cinco minutos sobre cunilíngua, é uma boa ideia colaborar com a rapper desbocada Nicki Minaj, cujo olhos esbugalhados contribuem no processo de prender e ficar sem ar". Benjamin Boles da revista Now também elogiou a aparência de Minaj no tema ao considerar que o "resgata", comentando também que é um dos destaques em Bionic. Chris Ryan do blogue MTV Buzzworthy realçou o conteúdo "sexualmente explícito" da canção, afirmando o seguinte: "Em Nicki Minaj, Aguilera encontrou a parceira perfeita para suas aventuras pop-eróticas". O crítico considerou ainda que a faixa seria uma "prima mais suja de "Rude Boy" por Rihanna ou "Hollaback Girl" de Gwen Stefani. Stephen Thomas Erlewine da Allmusic afirmou que a música tinha um "título incessante e penetrante como uma broca de dentista" mas rematou que "não funciona como tentação". Erlewine também comentou que "a grosseria já não era alienante como tinha sido em Stripped".
Becky Bain do sítio Idolator considerou a melodia "cativante milhas à frente" de "Not Myself Tonight" e também comparou a "Hollaback Girl". Bain também afirmou que "se há uma pessoa que pode corresponder à maldade de Christina Aguilera, é Nicki Minaj, portanto, as duas fazem um par perfeito para este tipo de música". Sara D. Anderson do AOL Music disse que a "faixa provocante e dancehall funde amigavelmente a voz poderosa de Aguilera com as tácticas de MC de Minaj". Genevieve Koski do jornal The A.V. Club criticou negativamente a obra, adjectivando de "lixo electrónico" da "carne" de Bionic. Da mesma opinião, Michael Cragg do MusicOMH também comparou a música com trabalho dentário, realçando que a música "é sobre sexo oral, mas é tão sexy quanto ir ao dentista".

## Desempenho nas tabelas musicais
Na primeira semana de lançamento, "Woohoo" estrou na posição 46 da Canadian Hot 100 e 79 na Billboard Hot 100. Contudo, devido às fracas vendas comerciais da canção, falhou em permanecer uma segunda semana em ambas as tabelas musicais. Após a actuação na cerimónia anual de 2010 dos MTV Movie Awards, o single voltou a entrar para a penúltima posição da Hot 100 dos Estados Unidos. Após o lançamento do disco Bionic, devido às descargas digitais, atingiu o 148.º lugar na UK Singles Chart do Reino Unido. Conseguiu ainda obter como melhor posição a décima numa tabela alemã que avalia as músicas dentro do género urbano no país, compilada pela MTV.

### Posições
| Tabela musical (2010)              | Melhor posição |
| ---------------------------------- | -------------- |
| Alemanha - Deutsche Black Charts   | 10             |
| Canadá - Canadian Hot 100          | 46             |
| Estados Unidos - Billboard Hot 100 | 79             |
| Reino Unido - UK Singles Chart     | 148            |

## Créditos
Todo o processo de elaboração da canção atribui os seguintes créditos pessoais:
| - Christina Aguilera – vocalista principal, composição; - Nicki Minaj – vocalista convidada, composição; - Polow da Don – composição, produção; - Claude Kelly – composição, produção vocal adicional; - Ester Dean – composição; | - Oscar Ramirez – gravação vocal; - Matt Benefield – assistência de engenharia; - Jayen Joshua – mistura; - Giancarlo Lino – assistência; |

## Histórico de lançamento
"Woohoo" marcou o seu impacto nas rádios norte-americanas a 18 de Maio de 2010. Mais tarde, dez dias depois, foi disponibilizada na iTunes Store de vários países, como a Bélgica, Brasil, Noruega e Portugal.
| País           | Data               | Formato          | Editora discográfica |
| -------------- | ------------------ | ---------------- | -------------------- |
| Estados Unidos | 18 de Maio de 2010 | Rádios rhythmic  | RCA                  |
| Bélgica        | 28 de Maio de 2010 | Descarga digital | RCA                  |
| Brasil         | 28 de Maio de 2010 | Descarga digital | RCA                  |
| Espanha        | 28 de Maio de 2010 | Descarga digital | RCA                  |
| Noruega        | 28 de Maio de 2010 | Descarga digital | RCA                  |
| Portugal       | 28 de Maio de 2010 | Descarga digital | RCA                  |
| Suécia         | 28 de Maio de 2010 | Descarga digital | RCA                  |